# Rempei Uchida
Rempei Uchida (内田 錬平 Uchida Rempei?, nacido el 26 de abril de 1991 en Hokkaido) es un futbolista japonés que se desempeña como defensa.

## Trayectoria

### Clubes
| Club             | País  | Año         |
| ---------------- | ----- | ----------- |
| Kataller Toyama  | Japón | 2013 - 2016 |
| Ococias Kyoto AC | Japón | 2017 -      |

## Estadística de carrera

### J. League
| Club            | Año   | J. League | J. League | Copa J. League | Copa J. League | Total | Total |
| Club            | Año   | Part.     | Goles     | Part.          | Goles          | Part. | Goles |
| --------------- | ----- | --------- | --------- | -------------- | -------------- | ----- | ----- |
| Kataller Toyama | 2013  | 3         | 0         | -              | -              | 3     | 0     |
| Kataller Toyama | 2014  | 2         | 0         | -              | -              | 2     | 0     |
| Kataller Toyama | 2015  | 30        | 2         | -              | -              | 30    | 2     |
| Kataller Toyama | 2016  | 10        | 1         | -              | -              | 10    | 1     |
| Total           | Total | 45        | 3         | 0              | 0              | 45    | 3     |